# Graciano Sánchez
Graciano Sánchez Romo (San Luis Potosí, 18 de diciembre en 1890 - Ciudad de México, 12 de noviembre de 1957) fue un político mexicano.

## Carrera
Sus padres fueron José Isaac Sánchez Hernández y María Refugio Romo. Contrajo matrimonio con Guadalupe Barragán y tuvieron ocho hijos.
Estudió en la Escuela Normal para Profesores (Benemérita y Centenaria Escuela Normal del Estado de San Luis Potosí) donde adquiere el título de Profesor en 1906.
Hacia 1915 se incorpora a la lucha revolucionaria del líder agrario Úrsulo Galván, y se singulariza su actuación en los campos de batalla.Por su participación en la batalla de Ébano, se le designa, "Héroe de la Batalla de Ébano"
Fustigó a los terratenientes que aún mantenían azorado al campesinado con "guardias blancas". Las últimas palabras de su informe eran una invitación a los campesinos del continente: "Campesinos de América: Uníos", el cual envió antes de morir luchando en el Distrito Federal en 1957. 
Participó en la fundación de varias ligas agrarias, en diversos estados de la república. Fue varias veces diputado local y federal, director fundador de la Confederación Campesina Mexicana (1933-1938) que apoyó la campaña presidencial de Lázaro Cárdenas y que en 1938 se transformó en la Confederación Nacional Campesina, dirigida por él. Fue jefe del departamento de asuntos indígenas y miembro del grupo Vieja Guardia Agrarista.
Fue arrestado por la policía federal y finalmente falleció el 12 de noviembre de 1957.